# Muuga, Harjumaa
Muuga är en by i Estland. Den ligger i Viimsi kommun och i landskapet Harjumaa. Antalet invånare är 201.
Muuga ligger vid Estlands nordkust mot Finska viken och byns hamn är betydande. Runt Muuga är det ganska tätbefolkat, med 248 invånare per kvadratkilometer. Närmaste större samhälle är Tallinn, 11 km sydväst om Muuga.
Inlandsklimat råder i trakten. Årsmedeltemperaturen i trakten är 4 °C. Den varmaste månaden är juli, då medeltemperaturen är 18 °C, och den kallaste är januari, med −10 °C.